# Cathédrale Sainte-Marie-de-l'Assomption de Jakarta
Sainte-Marie de l'Assomption, en indonésien Santa Maria Pelindung Diangkat Ke Surga, est la cathédrale de Jakarta, capitale de la république d'Indonésie.

## Histoire
Construite dans le style néo-gothique, elle remplace l'église originale inaugurée en 1810 qui, détruite par un incendie en 1826,  s'écroula en 1890.
La reconstruction de l'actuelle édifice s'acheva en 1901, à l'époque des Indes néerlandaises, après une dizaine d'années d'interruption due à des difficultés financières, et inaugurée sous le nom de De Kerk van Onze Lieve Vrouwe ten Hemelopneming (en néerlandais, « église de notre chère dame enlevée au ciel »).
La nuit de Noël 2000, la cathédrale a été l'objet d'un attentat à la bombe.